# Futebol nos Jogos Pan-Americanos de 1975
A sétima edição do torneio de futebol dos Jogos Pan-americanos foi disputado em quatro cidades do México: Cidade do México (cidade principal dos Jogos), Guadalajara, Toluca, e Puebla, de 13 a 25 de Outubro de 1975. Treze times participaram de uma competição de pontos corridos, com a Argentina defendendo o título. Depois da fase preliminar houve uma segunda fase, seguida de um estágio de mata-mata.
Foi nesta competição, em 17 de Outubro de 1975 que o Futebol Brasileiro alcançou a maior goleada de sua história: 14 a 0 na Nicarágua. Ficou para a história como a maior goleada que a Seleção Brasileira já impôs a um adversário. 

## Fase Preliminar

### Grupo A (Toluca)
| Time              | Pts | J | V | E | D | GF | GC | SG |
| ----------------- | --- | - | - | - | - | -- | -- | -- |
| México            | 4   | 2 | 2 | 0 | 0 | 9  | 2  | +7 |
| Trinidad e Tobago | 2   | 2 | 1 | 0 | 1 | 2  | 6  | −4 |
| Estados Unidos    | 0   | 2 | 0 | 0 | 2 | 1  | 4  | −3 |

| México            | 6–1 | Trinidad e Tobago |
| México            | 3–1 | Estados Unidos    |
| Trinidad e Tobago | 1–0 | Estados Unidos    |

### Grupo B (Puebla)
| Time      | Pts | J | V | E | D | GF | GC | SG |
| --------- | --- | - | - | - | - | -- | -- | -- |
| Argentina | 4   | 2 | 2 | 0 | 0 | 8  | 0  | +8 |
| Canadá    | 1   | 2 | 0 | 1 | 1 | 0  | 2  | −2 |
| Jamaica   | 1   | 2 | 0 | 1 | 1 | 0  | 6  | −6 |

| Argentina | 2–0 | Canadá    |
| Jamaica   | 0–6 | Argentina |
| Canadá    | 0–0 | Jamaica   |

### Grupo C (Guadalajara)
| Time    | Pts | J | V | E | D | GF | GC | SG |
| ------- | --- | - | - | - | - | -- | -- | -- |
| Cuba    | 3   | 2 | 1 | 1 | 0 | 4  | 1  | 3  |
| Bolívia | 2   | 2 | 1 | 0 | 1 | 1  | 3  | -2 |
| Uruguai | 1   | 2 | 0 | 1 | 1 | 1  | 2  | -1 |

| Cuba    | 3 - 0 | Bolívia |
| Cuba    | 1 - 1 | Uruguai |
| Bolívia | 1 - 0 | Uruguai |

### Grupo D (Cidade do México)
| Time        | Pts | J | V | E | D | GF | GC | SG  |
| ----------- | --- | - | - | - | - | -- | -- | --- |
| Brasil      | 6   | 3 | 3 | 0 | 0 | 19 | 1  | 18  |
| Costa Rica  | 3   | 3 | 1 | 1 | 1 | 6  | 4  | 2   |
| El Salvador | 3   | 3 | 1 | 1 | 1 | 4  | 3  | 1   |
| Nicarágua   | 0   | 3 | 0 | 0 | 3 | 2  | 23 | -21 |

| Brasil      | 3 - 1  | Costa Rica  |
| El Salvador | 4 - 1  | Nicarágua   |
| Brasil      | 2 - 0  | El Salvador |
| Nicarágua   | 1 - 5  | Costa Rica  |
| Brasil      | 14 - 0 | Nicarágua   |
| El Salvador | 0 - 0  | Costa Rica  |

## Segunda Fase

### Grupo A (Toluca)
| Time       | Pts | J | V | E | D | GF | GC | SG  |
| ---------- | --- | - | - | - | - | -- | -- | --- |
| México     | 5   | 3 | 2 | 1 | 0 | 17 | 2  | +15 |
| Costa Rica | 4   | 3 | 2 | 0 | 1 | 4  | 7  | −3  |
| Cuba       | 3   | 3 | 1 | 1 | 1 | 5  | 3  | +2  |
| Canadá     | 0   | 3 | 0 | 0 | 3 | 0  | 14 | −14 |

| México     | 7–0 | Costa Rica |
| Cuba       | 3–0 | Canadá     |
| México     | 2–2 | Cuba       |
| Canadá     | 0–3 | Costa Rica |
| México     | 8–0 | Canadá     |
| Costa Rica | 1–0 | Cuba       |

### Grupo B (Cidade do México)
| Time              | Pts | J | V | E | D | GF | GC | SG  |
| ----------------- | --- | - | - | - | - | -- | -- | --- |
| Brasil            | 5   | 3 | 2 | 1 | 0 | 13 | 0  | +13 |
| Argentina         | 5   | 3 | 2 | 1 | 0 | 9  | 1  | +8  |
| Bolívia           | 2   | 3 | 1 | 0 | 2 | 3  | 11 | −8  |
| Trinidad e Tobago | 0   | 3 | 0 | 0 | 3 | 2  | 15 | −13 |

| Brasil            | 0 - 0 | Argentina         |
| Bolívia           | 3 - 1 | Trinidad e Tobago |
| Brasil            | 6 - 0 | Bolívia           |
| Argentina         | 5 - 1 | Trinidad e Tobago |
| Trinidad e Tobago | 0–7   | Brasil            |
| Argentina         | 4–0   | Bolívia           |

## Fase de classificação (Cidade do México)

### Disputa de terceiro lugar
| Costa Rica | 0–2 | Argentina | Estádio Azteca Cidade do México, México |

### Final
| México | 1–1 (PRO) | Brasil |  |

### Ficha Técnica da Final
| 14 de julho | México           | 1 - 1                  | Brasil                 | Estádio Azteca, Cidade do México               |
|             | Tapia García 76' | Detalhes Ficha Técnica | Cláudio Adão 85' (pen) | Público: 105,000 Árbitro: ARG Arturo Iturralde |

| México | Brasil |

| G              | 1  | José Gómez          |    |    |
| LD             | 2  | Gabriel Márquez     |    |    |
| Z              | 3  | Bardomiano Viveros  |    | a' |
| Z              | 4  | Carlos García       |    |    |
| LE             | 6  | Mario Carrillo      |    |    |
| V              | 5  | Francisco Bugarín   |    |    |
| M              | 7  | José Luis Caballero |    |    |
| M              | 8  | Guillermo Cossío    |    |    |
| A              | 10 | Hugo Sánchez        |    |    |
| A              | 9  | Héctor Tapia        |    |    |
| A              | 11 | Víctor Rangel       |    |    |
| Substituições: |    |                     |    |    |
| Z              |    | Víctor Gómez        | a' |    |
| Treinador:     |    |                     |    |    |
| Diego Mercado  |    |                     |    |    |

| G              | 1  | Carlos        |    |    |
| LD             | 13 | Mauro Cabeção |    |    |
| Z              | 3  | Tecão         |    |    |
| Z              | 14 | Edinho        |    |    |
| LE             | 5  | Chico Fraga   |    |    |
| V              | 6  | Batista       |    | a' |
| V              | 17 | Eudes         |    |    |
| M              | 2  | Rosemiro      |    |    |
| M              | 16 | Luiz Alberto  |    | b' |
| A              | 10 | Cláudio Adão  |    |    |
| A              | 19 | Santos        |    |    |
| Substituições: |    |               |    |    |
|                | 4  | Bianchi       | a' |    |
|                | 9  | Marcelo       | b' |    |
| Treinador:     |    |               |    |    |
| Zizinho        |    |               |    |    |